# Chusejn Ismailov
Chusejn Burchanovič Ismailov (in russo Хусейн Бурханович Исмаилов?) (8 marzo 1959) è un ex schermidore sovietico, vincitore di una medaglia d'oro ai campionati mondiali di scherma.

## Biografia
Dopo la fine dell'attività è divenuto arbitro internazionale di sciabola e spada per la federazione russa.